# Хойно-Блота-Мале
Хойно-Блота-Мале (пол. Chojno-Błota Małe) — село в Польщі, у гміні Вронки Шамотульського повіту Великопольського воєводства.
У 1975-1998 роках село належало до Пільського воєводства.